# A. W. Niemeyer
Die A. W. Niemeyer GmbH oder kurz AWN ist ein deutscher Yacht- und Bootsausrüster. AWN vertreibt Waren in Ladengeschäften, in Internetshops und per Versandhandel. Der Ursprung des Unternehmens, das sich vom Eisenwarenhändler zum international bekannten Schiffsausrüster entwickelt hat, reicht in die erste Hälfte des 18. Jahrhunderts zurück. A.W. Niemeyer ist eines der ältesten Handelshäuser Hamburgs.
Seit dem 23. Januar 2023 befand sich das Unternehmen im vorläufigen Insolvenzverfahren, am 1. April 2023 wurde das Insolvenzverfahren eröffnet.

## Geschichte

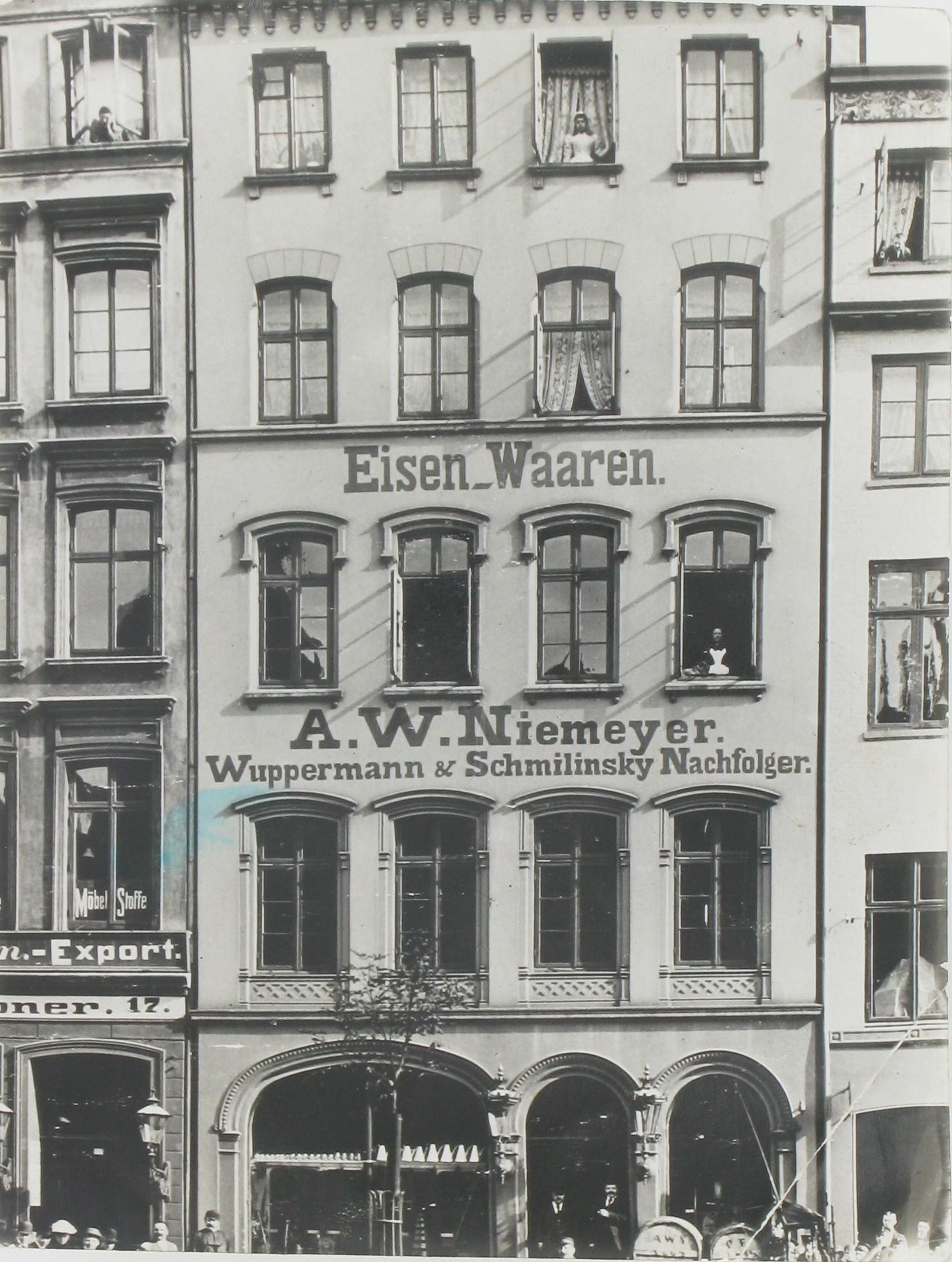
Erstes Firmengebäude am Rödingsmarkt (erbaut 1746)

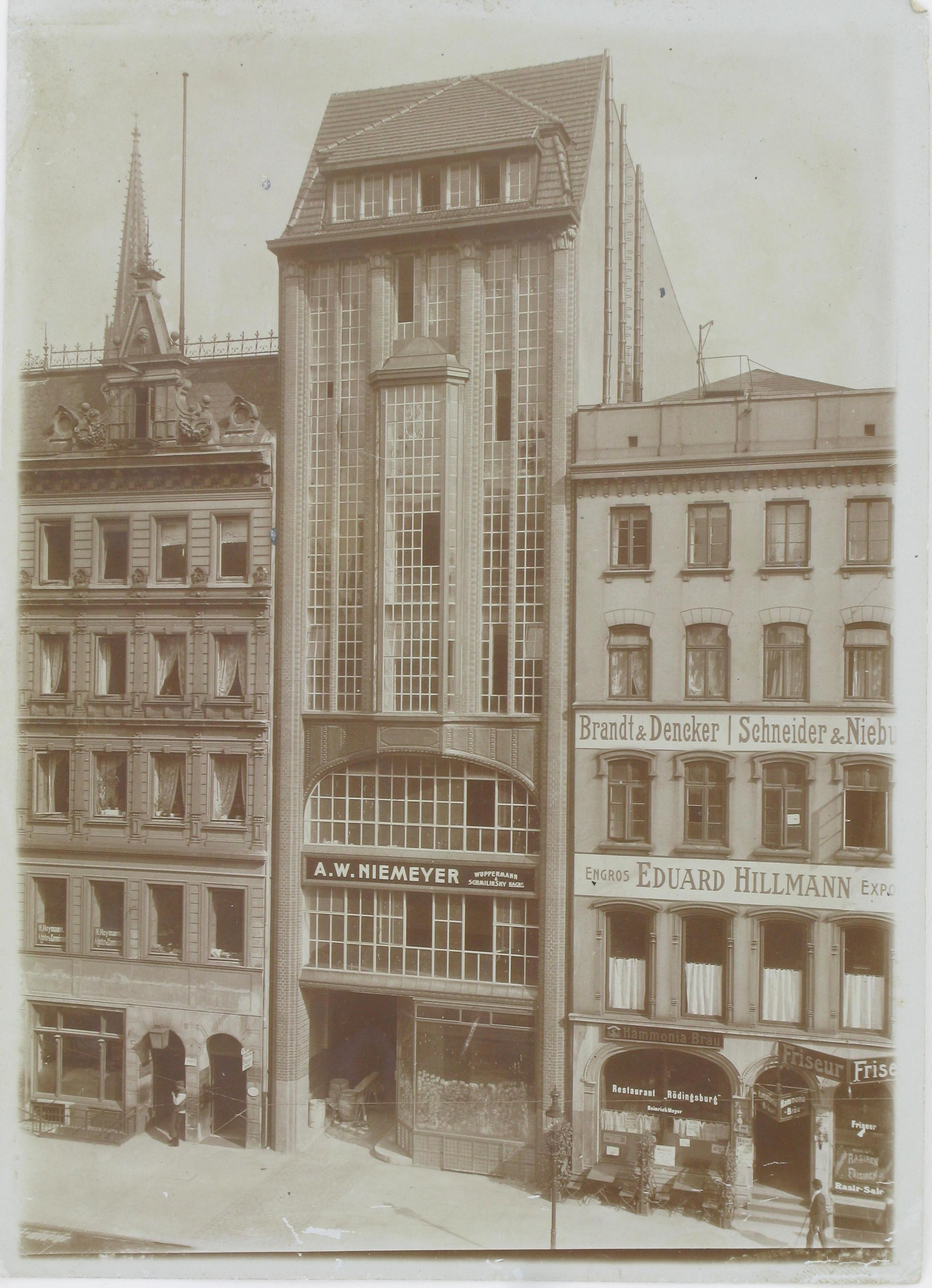
Firmengebäude nach dem Ersten Weltkrieg (erbaut 1912 / zerstört 1943)

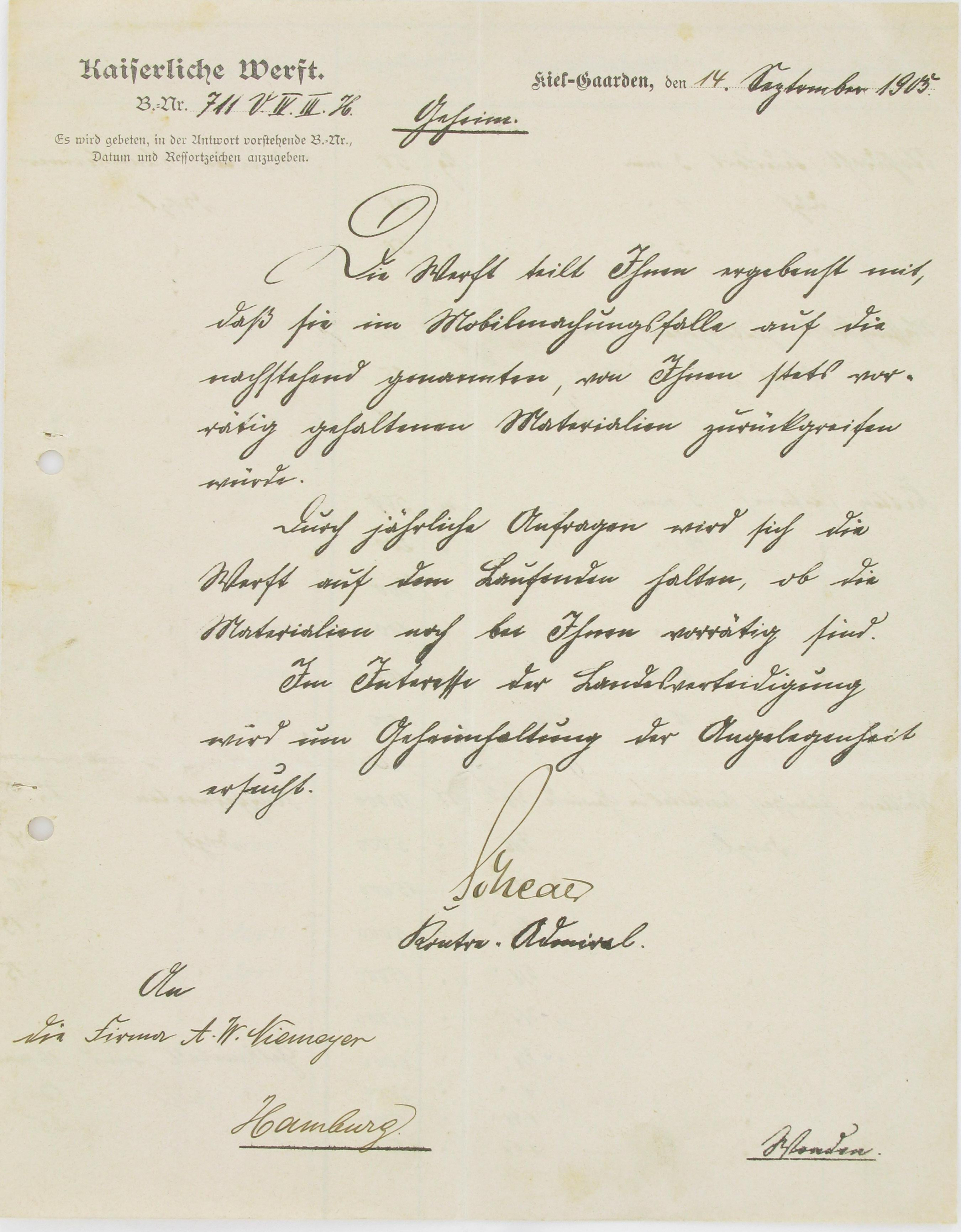
Mitteilung der Admiralität bezüglich der Beschlagnahme des Lagerbestandes im Falle der Mobilmachung (14. September 1905)

1745 gründete der aus der Nähe von Barmen zugewanderte Kaufmann Johann Daniel Wuppermann (1714–1789) einen Eisenwarenhandel am Rödingsmarkt in Hamburg. Urkundlich belegt ist, dass er 1742 seinen Wohnsitz dorthin verlegte und eine Hanseatentochter ehelichte.
Aus einem Senatsprotokoll der Hansestadt von 1747 geht hervor, dass Daniel Wuppermann sich der Hamburger Verwaltung nicht nur als Händler, sondern auch als Industrieller angedient hat. Und so wurde von ihm um 1752 auf dem Grasbrook eine Eisengießerei und um 1755 ein Eisenhammer im Osten Hamburgs, in Friedrichsruh am Sachsenwald, gegründet. Heute wird davon ausgegangen, dass er am Rödingsmarkt seine Erzeugnisse unter anderem an Handwerksmeister, Schiffszimmerleute und Segelmacher verkaufte.
Mitte 1779 trat Wuppermanns Schwiegersohn August Wilhelm Schmilinsky (1747–1810) in das Geschäft ein, das seitdem für viele Jahrzehnte den Namen „Wuppermann & Schmilinsky“ trug. Mehr als 20 Jahre führte er die Firma. Nach seinem Tod lag die Verantwortung für das Unternehmen für weitere rund 50 Jahre in den Händen seiner Witwe und seiner drei Söhne.
Anfang 1862 übernahm der Hamburger Kaufmann Amandus Wilhelm Niemeyer (1835–1892) das Unternehmen und firmierte fortan unter dem Namen „A. W. Niemeyer, Wuppermann & Schmilinsky Nachfolger“. Nach einigen schwierigen Jahren hatte sich das Unternehmen den veränderten wirtschaftlichen Rahmenbedingungen angepasst und profitierte vom beginnenden Aufschwung der damaligen Zeit. Die Einwohnerzahl Hamburgs verdoppelte sich von 1870 bis 1895 durch den Zustrom industrieller Arbeitskräfte auf über 650.000 und das Unternehmen, mittlerweile von seinen Kunden kurz AWN genannt, spezialisierte sich auf Schiffsausrüstung und wurde zum wichtigsten Ausrüster im Hamburger Hafen.
Um 1902 übernahm dann der Sohn, Jacob Ernst Rudolph Niemeyer (1873–1945) das Unternehmen. Als äußeres Zeichen für den Erfolg jener Zeit entstand in den Jahren 1908 bis 1910 am Rödingsmarkt ein neuer Firmensitz, ein damals hochmodernes Hochhaus mit neun Stockwerken. Niemeyer war als Ausrüster für die Deutsche Marine zu dieser Zeit so bedeutend, dass 1905 durch eine Mitteilung der Admiralität für Teile des Lagerbestandes die Beschlagnahme für den Fall der Mobilmachung verfügt wurde.
Nach dem Ersten Weltkrieg und der Inflation ging es wieder aufwärts. Die Geschäftsverbindungen zu Freunden in aller Welt wurden neu geknüpft. Schiffe, deren Namen damals bekannt waren, wie die Luxusjacht Savarona, die großen Passagierschiffe Cap Polonio, Cap Arcona, Monte Rosa, die Europa, die Walfangmutterschiffe Jan Wellem und Walter Rau mit ihren Fangbooten und viele mehr wurden von AWN ausgerüstet.
Nach der Zerstörung des Unternehmens im Zweiten Weltkrieg erfolgte nach Kriegsende der Wiederaufbau am Rödingsmarkt. Mit der Stadt wuchs auch deren Hafen. Hunderte von Schiffsneubauten, von der Luxusjacht Christina bis zu den Supertankern der großen Tankschiffreedereien wurden nach dem Krieg von AWN ausgerüstet und die Abteilung für Yacht- und Bootszubehör wuchs mit der ständig größer werdenden Zahl der Boote an der Küste, auf Flüssen und Seen.
Im Herbst 1955 kehrte Gert Henry Georg Niemeyer, ein Enkel des Gründers, der seit 1934 Mitarbeiter und seit 1942 Partner war, aus sowjetischer Kriegsgefangenschaft zurück. Er übernahm die Führung des alten Familienunternehmens aus den Händen der Mitarbeiter, die den Wiederaufbau erfolgreich durchgeführt hatten, und konzentrierte sich ab 1960 auf die damals sehr stark wachsende Anzahl der „Hobby-Skipper“.
Durch die Integration der Firma HSB, einem kleineren Spezialisten für den Bau von Aluminium-Masten und Vertreter bedeutender Beschlaghersteller, sowie eine Beteiligung (die Übernahme) an der Firma Bösch in Altona erweitert sich im November 1970 das Werkzeug- und Maschinensortiment von AWN.
1973 erwarb der Hamburger Unternehmer Peter Flammang das Handelsunternehmen vom Alteigentümer. Peter Flammang, der mit seiner Firma A. W. Naht (eine nur zufällige Gleichheit der Abkürzung AWN) im internationalen Geschäft mit Industrieanlagen und Schiffsneubauten und Reparaturen tätig ist, bringt 1974 den ersten bekannten Versandkatalog für Wassersportler auf den Markt, der seitdem jährlich erscheint und Wassersportler in ganz Europa erreicht.
Der Katalogtitel Der Ausrüster ist eine Reminiszenz an die Jahre um 1900, in denen AWN in Hamburg der wichtigste Ausrüster für  die damalige Berufsschifffahrt wurde. Der AWN-Katalog diente als Ratgeber für Segler und Motorbootfahrer gleichermaßen, da er nahezu das vollständige Spektrum der Sortimente für den internationalen Wassersportsektor abbildete.
1989 erwarb AWN das Kieler Fachgeschäft Robert G. Ernst mit der dort angegliederten Taklerei und eröffnete damit die erste Filiale von AWN. Es folgte 1990 das „Haus des Wassersports Neptun“ im Berliner Stadtteil Köpenick. Mit Übernahme dieser „ehemals ersten Adresse des Wassersports in der DDR“ wurde eine zweite AWN-Filiale geschaffen.
1992 wurde am Holstenkamp in Hamburg-Bahrenfeld ein modernes Logistikzentrum errichtet. Der wachsende Kundenkreis und höhere Ansprüche der Kunden an die Einkaufsumgebung veranlassten das Unternehmen im Jahr 1999 zum Neubau eines erheblich größeren Betriebsgeländes in Bahrenfeld, das 2001 eröffnet wurde.
Gleichzeitig schied Firmenchef Peter Flammang als Geschäftsführer aus und übergab das Unternehmen an den Hamburger Kaufmann Michael Ortmüller. Innerhalb eines Jahres schied der Alteigentümer aus und Christoph Kroschke, Inhaber der Kroschke-Gruppe aus Ahrensburg, wurde neuer Eigentümer. In den nächsten Jahren wurden neue Filialen in Deutschland eröffnet und mit Standorten in Österreich und der Schweiz machte die Marke den Schritt ins Ausland. Seit 2013 ist Christian Hofmann geschäftsführender Gesellschafter. Stand 2015 ist A.W. Niemeyer nach eigenen Angaben Marktführer unter den Yacht- und Bootsausrüstern. Zeitgleich zu diversen Expansionen im Filialgeschäft wurde frühzeitig in den Aufbau weiterer Vertriebskanäle investiert. So gibt es heute den Internetshop www.awn.de in 10 Ländern: Österreich, Schweiz, Dänemark, Polen, Spanien, Italien, Frankreich, Niederlande, Vereinigtes Königreich und Schweden.

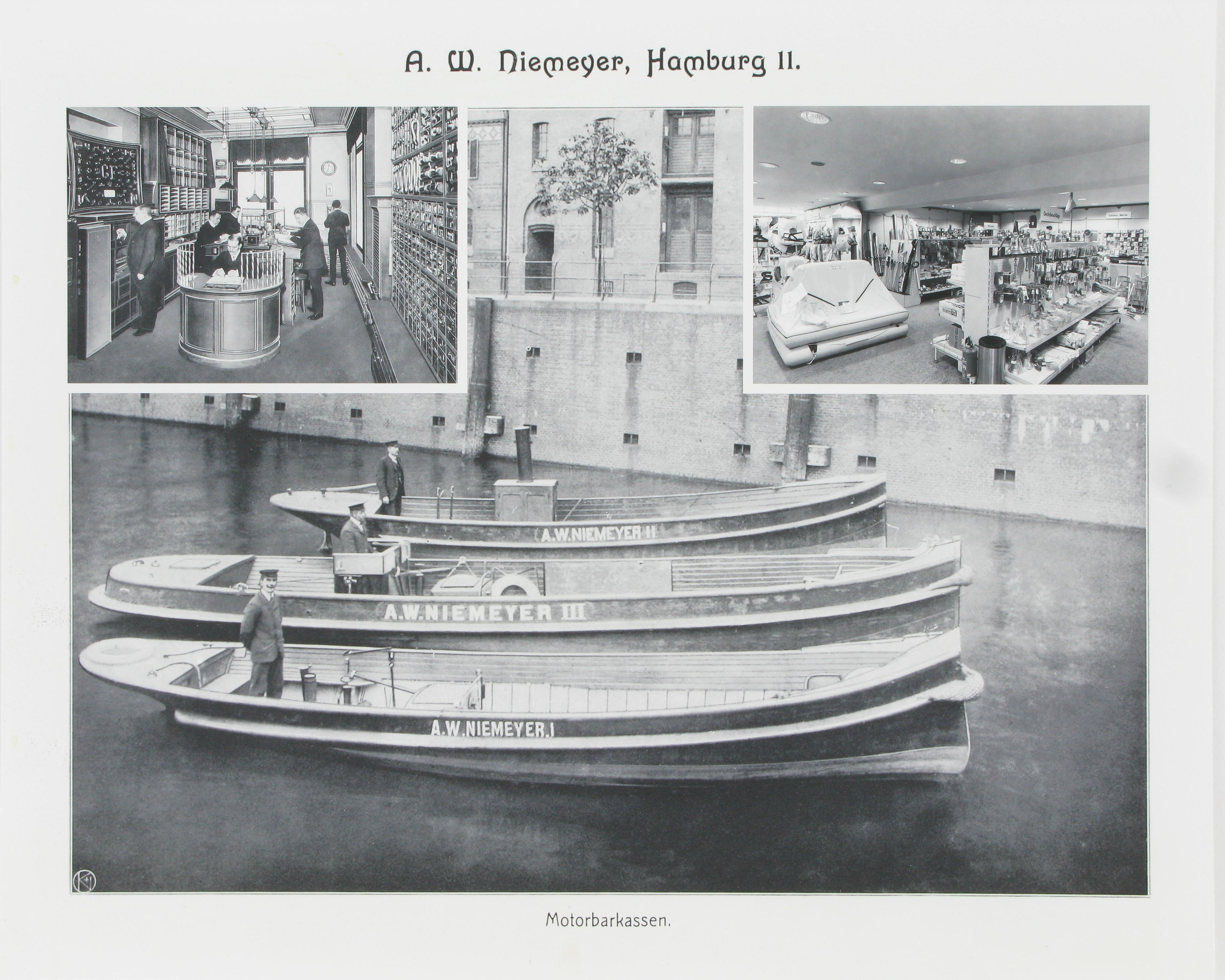
Lieferschuten von AWN im Hamburger Hafen (um 1910)
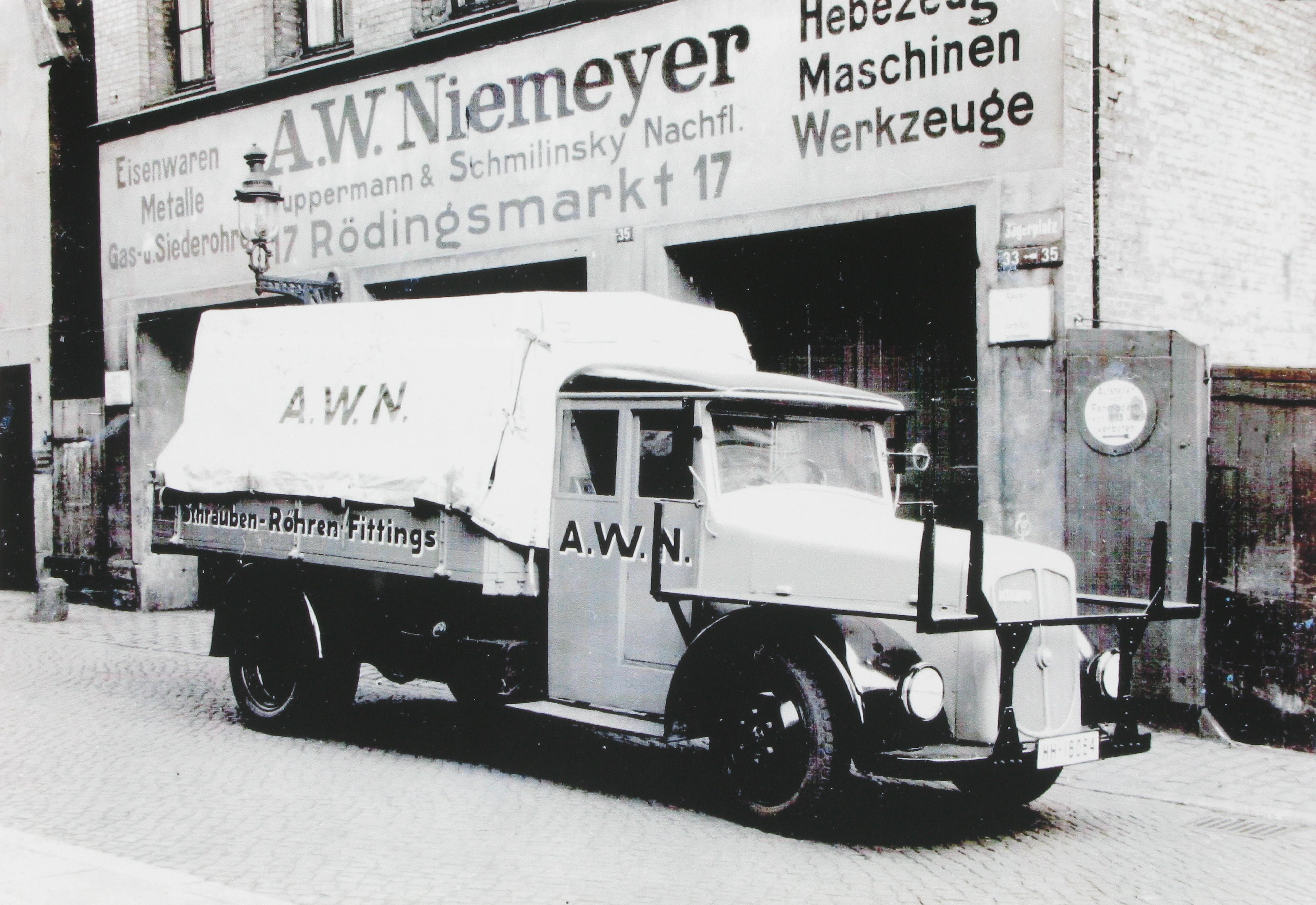
Auslieferungsfahrzeug vor dem AWN-Außenlager im Hafen (um 1930)
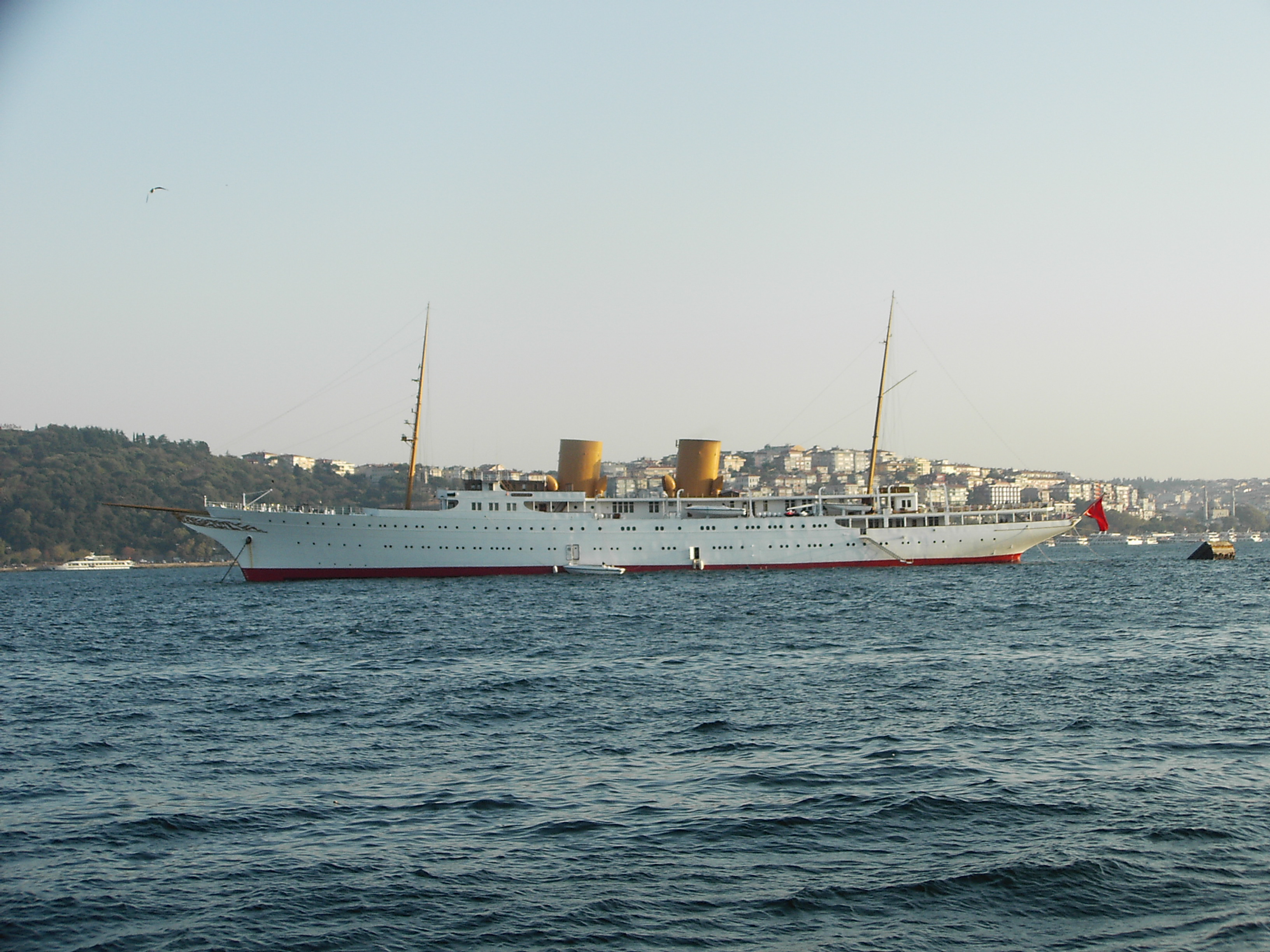
Die Savarona wurde von AWN ausgerüstet